# Running Scared
Running Scared (ro: Alergând speriat) este un cântec interpretat de duoul Eldar & Nigar și compus de Stefan Örn, Sandra Bjurman și Iain Farguhanson (care au compus și piesa „Drip Drop”), care a reprezentat Azerbadjanul la Concursul Muzical Eurovision 2011 din Düsseldorf, Germania. S-a calificat de pe locul al doilea în prima semifinală din 10 mai și a câștigat concursul în finala din 14 mai. A fost pentru prima dată când Azerbaidjanul a câștigat concursul, fosta cea mai bună melodie clasată fiind „Always”, pe locul trei.

## Clasamente
| Clasament         | Poziția maximă |
| ----------------- | -------------- |
| Islanda (Tonlist) | 29             |
| Rusia (TopHit)    | 318            |
| Slovacia (IFPI)   | 57             |
| Polonia (ESKA)    | 17             |